# Patrick Springs
Patrick Springs – jednostka osadnicza w Stanach Zjednoczonych, w stanie Wirginia, w hrabstwie Patrick.